# STS-57
是历史上第五十五次航天飞机任务，也是奮進號太空梭的第四次太空飞行。

## 任务成员
- 唐纳德·格拉比（Ronald J. Grabe，曾执行、以及任务），指令长
- 布莱恩·达菲（Brian Duffy，曾执行、以及任务），飞行员
- 大卫·洛（David Low，曾执行、以及任务），任务专家
- 南希·居里（Nancy J. Currie，曾执行、以及任务），任务专家
- 彼得·维索夫（Peter J. Wisoff，曾执行、以及任务），任务专家
- 简妮丝·沃斯（Janice E. Voss，曾执行、以及任务），任务专家